# Giuseppe Steiner (politico)
Giuseppe Steiner (Urbino, 4 agosto 1898 – Torino, 1964) è stato un politico, scrittore e avvocato italiano.
Deputato del Regno D'Italia e sostenitore del movimento futurista di Filippo Tommaso Marinetti, aderì al Fascismo.

## Biografia
Figlio di un preside di Liceo, si trasferì dalla natìa Urbino a Piacenza a seguito del padre. Si arruolò diciottenne per combattere nella Prima Guerra Mondiale, inquadrato negli Arditi, venendo gravemente ferito sul Piave e poi decorato; al termine del conflitto divenne il principale esponente piacentino del neonato Partito Futurista, e pubblicò due volumi, La chitarra del fante (1920) e Stati d'animo disegnati (1923). Passato tra le file del Partito Nazionale Fascista, partecipò personalmente alla Marcia su Roma.
Personaggio di spicco del fascismo piacentino, ottenne incarichi anche a livello sportivo come presidente (1926-1927) e poi commissario straordinario (1928) del Piacenza Foot-ball Club. A seguito delle elezioni del 1929 entrò a far parte della Camera dei deputati del Regno d'Italia, conservando il seggio per due legislature; nella primavera del 1932 fu al centro di una discussa operazione di fusione bancaria, a causa della quale nel giro di pochi mesi misteriosamente fallirono quattro istituti bancari piacentini.
Con lo scioglimento della Camera e la sua sostituzione con la Camera dei fasci e delle corporazioni fece parte della XXX legislatura del Regno d'Italia come consigliere per la corporazione dell'abbigliamento.
Rimasto tra le file del fascismo anche dopo la caduta di Benito Mussolini e la nascita della Repubblica Sociale Italiana, il 2 marzo 1944 fu nominato dallo stesso Mussolini Commissario per la gestione del patrimonio privato dell’ex casa regnante e dei principi dei rami collaterali. Nel febbraio 1950 la Corte di Assise di Milano aprì un processo a suo carico con l'accusa di peculato, per aver sottratto e illecitamente venduto il discusso Tesoro dei Savoia durante il suo incarico. Il processo si concluse con un nulla di fatto in quanto il legali di Steiner fecero appello all'Amnistia Togliatti.